# George Washington Hays
George Washington Hays, född 23 september 1863 i Camden, Arkansas, död 15 september 1927 i Little Rock, Arkansas, var en amerikansk demokratisk politiker. Han var guvernör i delstaten Arkansas 1913-1917.
Hays studerade juridik vid Washington and Lee University i Lexington, Virginia. Han arbetade senare som domare i Ouachita County, Arkansas.
Hays var inte särskilt progressiv som guvernör. En av tidens stora frågor var kvinnlig rösträtt, något som Hays ansåg strida emot Guds lag.
Efter tiden som guvernör arbetade Hays som advokat. Hans grav finns på Greenwood Cemetery i Camden, Arkansas.